# Hampshire Chronicle

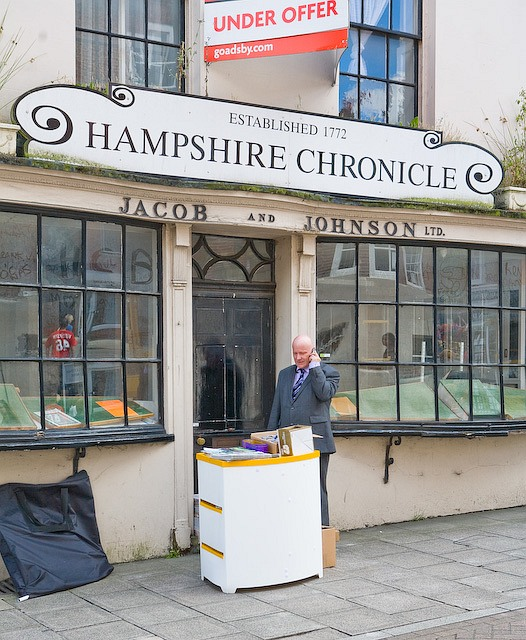
Siège historique du Hampshire Chronicle à Winchester.

Le Hampshire Chronicle est un journal local basé à Winchester, dans le Hampshire, en Angleterre. Il appartient au groupe Newsquest (en).
Avec sa première édition remontant au 24 août 1772, il s'agit de l'un des plus anciens titres du pays.
Le journal a été fondé à Southampton par James Linden.